# Apóllon Pátras
Maillots
Le KAE Apóllon Pátras (grec moderne : ΚΑΕ Απόλλων Πάτρας) ou KAE Apóllon Patrón (katharévousa : ΚΑΕ Απόλλων Πατρών) est la section basket-ball du club omnisports de l’AS Apóllon Pátras. Elle évolue en deuxième division du championnat grec.

## Historique
L'Apóllon Pátras est relégué en seconde division à l'issue de la saison 2016-2017. Il remonte en première division à l'issue de la saison 2020-2021 mais redescend à l'issue de la saison 2023-2024.

## Entraîneurs
- 2010-2015 :  Nikos Vetoulas
- 2005-2006 :  Yannis Christopoulos
- 2020- :  Nikos Vetoulas